# النا چائوشسکو
النا چائوشسکو (انگلیسی: Elena Ceaușescu; ۷ ژانویهٔ ۱۹۱۶ – ۲۵ دسامبر ۱۹۸۹) یک سیاست‌مدار اهل رومانی و همسر نیکلای چائوشسکو دیکتاتور سابق رومانی بود که همراه با او در دسامبر ۱۹۸۹ در جریان انقلاب رومانی تیرباران شد.

## اوایل زندگی

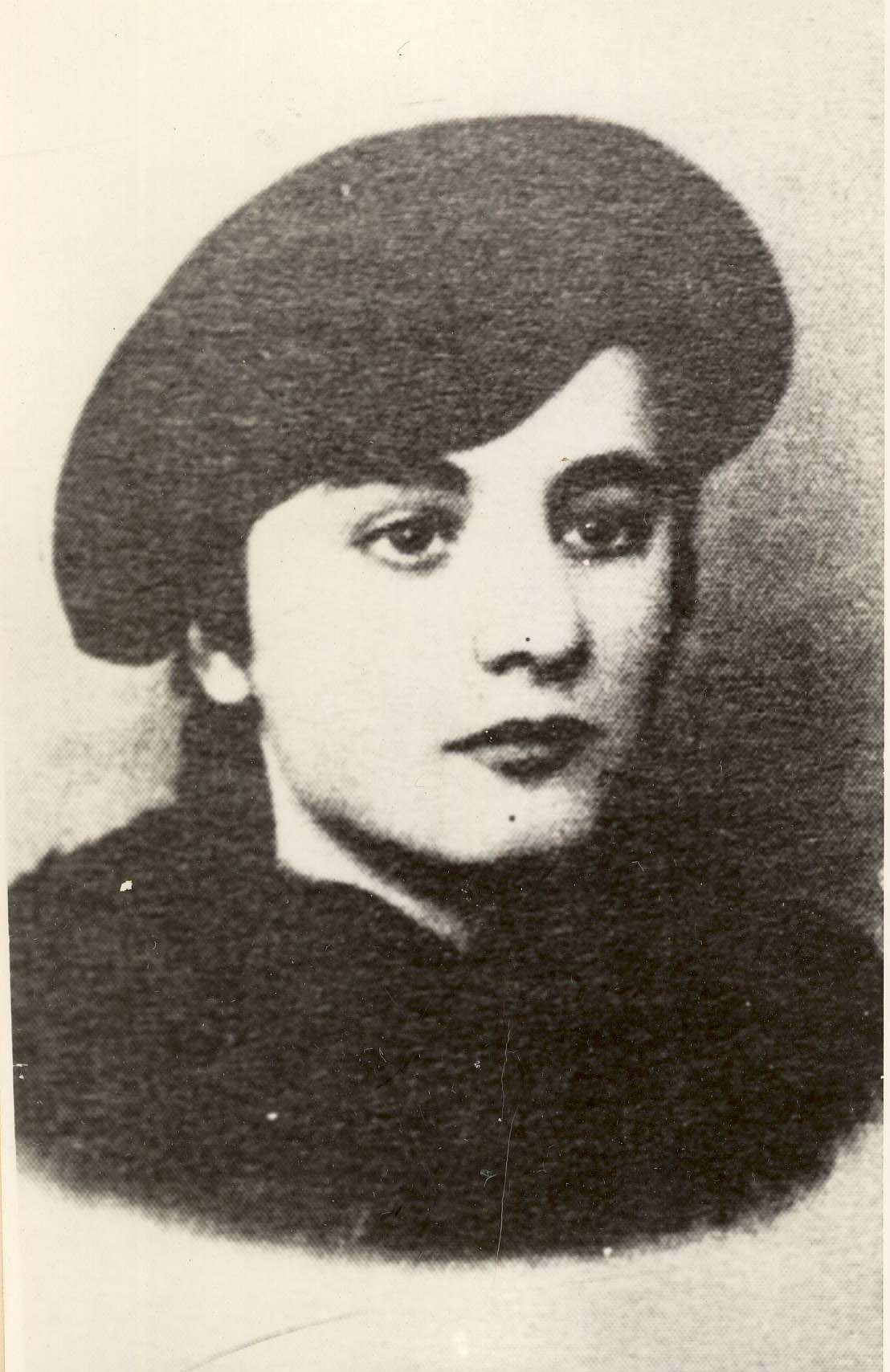
النا چائوشسکو در سن نوجوانی

النا چائوشسکو در خانواده‌ای دهقانی در شهرستان دمبوویتسا در شاهزاده‌نشین تاریخی والاخیا در رومانی به دنیا آمد. پدرش یک شخم‌زن ساده بود و النا تنها توانست تحصیلات خود را در سطح ابتدایی در آن‌جا به پایان برساند. بعد از این بود که او تصمیم گرفت تا همراه با برادرش به بخارست نقل مکان کند جایی که او توانست در یک کارخانهٔ نساجی به کار مشغول شود. در سال ۱۹۳۹ و پیش از شروع جنگ دوم جهانی او به شاخهٔ بخارست حزب کمونیست رومانی پیوست، جایی که او با همسر آیندهٔ خود نیکلای چائوشسکو آشنا شد. رابطهٔ آن‌ها به دلیل زندانی شدن مکرر نیکلای چائوشسکو دچار چالش‌هایی بود اما در نهایت آن‌ها در تاریخ ۲۳ دسامبر ۱۹۴۷ با یکدیگر ازدواج کردند.

## قدرت‌گیری سیاسی

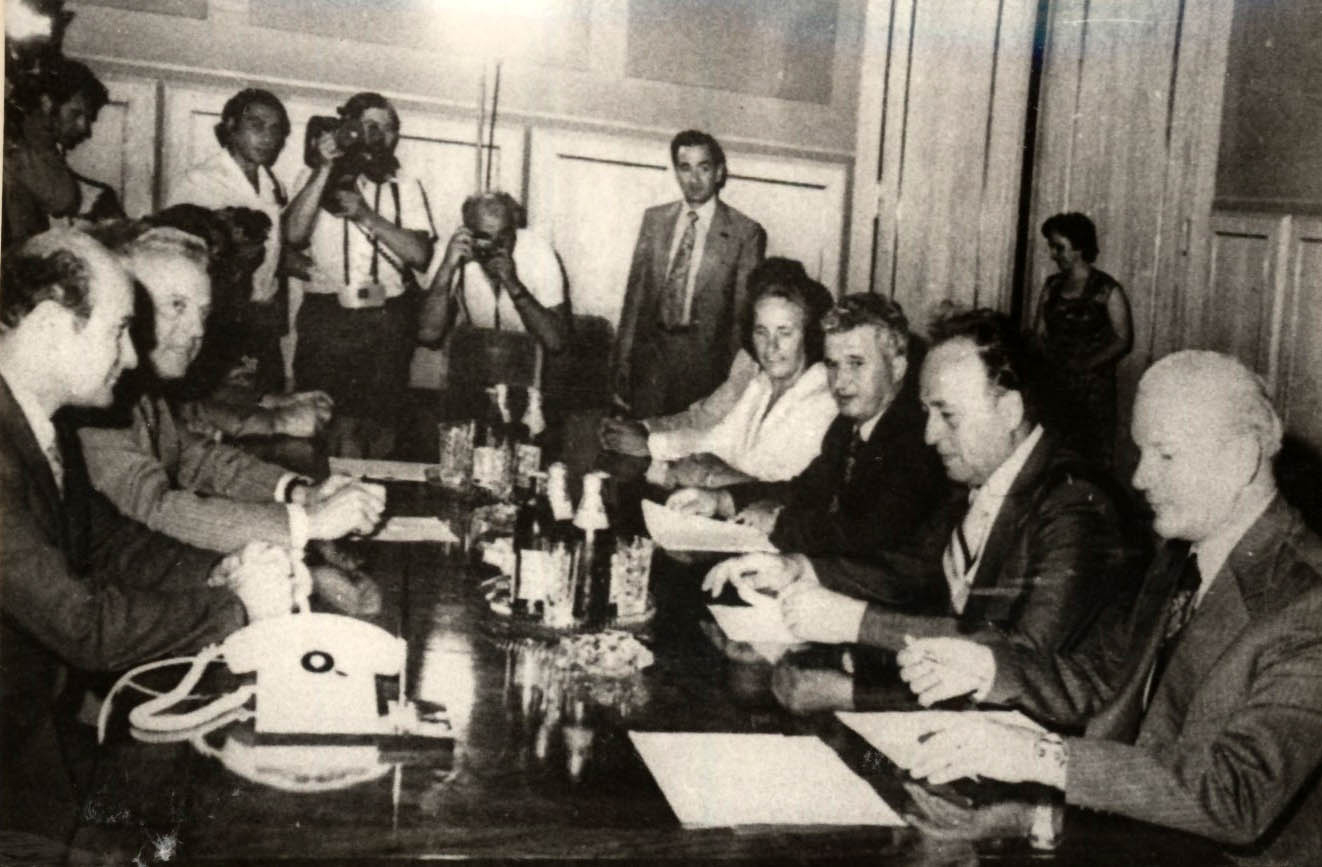
النا و نیکلای چائوشسکو در جریان دیدار از تفلیس، سال ۱۹۷۳

در سال‌های پایانی دهه ۴۰ میلادی و قدرت گرفتن کمونیست‌ها در رومانی، النا به عنوان منشی در وزارت امور خارجهٔ رومانی به کار گمارده شد. او در این سال‌ها شخصیت مهمی در حزب و اجتماع نبود تا این‌که همسرش نیکلای چائوشسکو در سال ۱۹۶۵ و پس از مرگ گئورگی گئورگیو-دژ دبیرکل وقت حزب کمونیست رومانی، به مقام دبیر کلی رسید.
النا از همان ابتدا تقریباً در هر سفر خارجی‌ای، همسرش را همراهی می‌کرد و در جریان یکی از این دیدارها در سال ۱۹۷۱ به چین بود که توجه او به چگونگی قدرت‌گیری جیانگ چینگ همسر مائو تسه‌تونگ در حزب کمونیست چین جلب شد. به احتمال زیاد با الهام از این موضوع، او شروع به افزایش و تثبیت قدرت سیاسی خود در رومانی کرد. در همان سال و در جریان انقلاب فرهنگی کوچکی -که با یک سخنرانی توسط نیکلای چائوشسکو به اجرا گذاشته شد- او به عضویت کمیسیون مرکزی پیش‌بینی اجتماعی-فرهنگی رومانی درآمد. با شروع سال ۱۹۷۲، النا شروع به تثبیت قدرت خود در بالاترین سطوح حزب کمونیست رومانی کرد. او یکی از معدود همسران رهبران کشورهای کمونیست بود که خود به مناسب بالای سیاسی رسیده‌است، بود. در جولای همان سال او به عضویت دائم کمیته مرکزی حزب کمونیست درآمد و در ژوئن ۱۹۷۳ او به عنوان عضو پولیت‌بوروی حزب کمونیست رومانی منصوب شده و به دومین فرد سیاسی مهم کشور پس از همسرش تبدیل شد. در مارس ۱۹۸۰ او در کنار چند مقام سیاسی دیگرش به عنوان معاون نخست‌وزیر نیز منصوب شد، مقامی که تا زمان تیربارانش در سال ۱۹۸۹ همچنان در آن مقام باقی ماند.

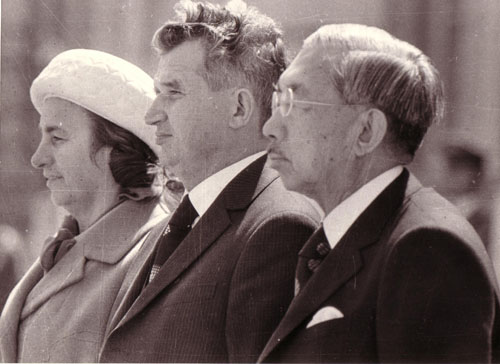
النا و نیکلای چائوشسکو در جریان سفر به ژاپن در کنار امپراتور هیروهیتو، سال ۱۹۷۵

از اوایل دهه ۸۰ میلادی، با حمایت تمام قد همسرش یک کیش شخصیتی از او به عنوان «مادر مردم رومانی» به نمایش درآمد. در جُکی از آن دوران که در بین مردم رومانی ساخته شده بود، می‌خوانیم:
معلم به دانش‌آموز: پدر ملت کیست؟
دانش‌آموز: نیکلای چائوشسکو.
معلم: و مادر ملت کیست؟
دانش‌آموز: النا چائوشسکو.
معلم: آرزوی ملت ما چیست؟
دانش‌آموز: یتیم شدن.

## روزهای پایانی
در ۲۱ دسامبر ۱۹۸۹ در مرکز شهر بخارست، النا مانند همیشه در کنار همسرش نیکلای چائوشسکو که در حال سخنرانی برای جمعیت عظیمی از مردم بود قرار داشت که ناگهان جو ساکت جمعیت تغییر کرده و آن‌ها شروع به هو کردن آن‌ها کردند. نیکلای چائوشسکو که دستپاچه شده بود، به توصیهٔ النا قول‌هایی برای ساکت کردن مردم داد که البته تأثیری در خشم افسارگسیختهٔ مردم نداشت. النا و نیکلای به سرعت بالکن محل سخنرانی را ترک کرده و از محل خارج شدند، این در حالی بود که این حوادث به‌طور زنده از تلویزیون ملی رومانی در حال پخش بود. در نهایت و در جریان انقلاب رومانی چهار روز بعد و در ۲۵ دسامبر ۱۹۸۹ او و نیکلای چائوشسکو در شهر تیرگوویشته به دست انقلابیون افتاده و در دادگاهی که تقریباً ۱ ساعت به طول انجامید به تیرباران محکوم و همان روز تیرباران شدند.